# Delta1 Canis Minoris
Delta1 Canis Minoris (δ1 CMi / Delta1 Canis Minoris) è una stella gigante bianco-gialla di magnitudine 5,24 situata nella costellazione del Cane Minore. Dista 788 anni luce dal sistema solare.

## Osservazione
Si tratta di una stella situata nell'emisfero celeste boreale, ma molto in prossimità dell'equatore celeste; ciò comporta che possa essere osservata da tutte le regioni abitate della Terra senza alcuna difficoltà e che sia invisibile soltanto nelle aree più interne del continente antartico. Nell'emisfero nord invece appare circumpolare solo molto oltre il circolo polare artico. La sua magnitudine pari a 5,2 fa sì che possa essere scorta solo con un cielo sufficientemente libero dagli effetti dell'inquinamento luminoso.
Il periodo migliore per la sua osservazione nel cielo serale ricade nei mesi compresi fra dicembre e maggio; da entrambi gli emisferi il periodo di visibilità rimane indicativamente lo stesso, grazie alla posizione della stella non lontana dall'equatore celeste.

## Caratteristiche fisiche
La stella è una gigante bianco-gialla con una massa quasi 4 volte quella del Sole ed un raggio 11 volte superiore; possiede una magnitudine assoluta di -1,67 e la sua velocità radiale positiva indica che la stella si sta allontanando dal sistema solare.